# 強制改宗
強制改宗（きょうせいかいしゅう）とは、暴力や脅迫などを用いて個人の信仰を捨てさせ、他の宗教若しくは無宗教への改宗を行わせることである。この結果生前に対象者を改宗させることが出来ず殉教となった例も多い。歴史上多くの国・地域で強制改宗は行われてきた。
被害者にとっては非常に屈辱的であるため、強制改宗はその他の問題とも絡まって歴史上数多くの宗教的マイノリティーの反乱を引き起こした。

## キリスト教徒による強制改宗
歴史的に見てキリスト教徒はシチリア島、イベリア半島、バルカン半島などで主としてイスラム教徒とユダヤ教徒に対してキリスト教への強制改宗を行った。十字軍はその遠征途上でユダヤ人に改宗を強制した。また、レコンキスタ後のスペインにおいてはイスラム教徒が強制的にカトリックに改宗させられた。「モリスコ」と呼ばれた彼らの多くはイスラム信仰を捨てていなかったため、ユダヤ教徒とともに異端審問の標的になり、真の棄教を迫られた。
強制改宗はキリスト教徒同士異なる宗派間においても見られ、アルビジョワ十字軍が有名である。武力で改宗を迫る例は人権思想の高まりとともに無くなっていったが、ブリテン諸島における反カトリック政策のように特定宗教の信者の権利に制限をつけることで棄教を促す例は近代まで見られた。

## イスラム教徒による強制改宗
イスラム教の歴史上でも強制改宗は少なからず行われた。しかし広義の強制改宗は極めて盛んであり、中東のキリスト教が衰退したのはこの結果とされる。表面上イスラム教に改宗した人間の中には偽装改宗者も含まれ、多くユダヤ教徒であった。
現代においてもイスラム教を強制する動きは見られる。パキスタンでは貧しいキリスト教徒の少女が年間少なくとも700人誘拐され、イスラム教への改宗とムスリムの男との結婚を強制されているという報告がある。このような改宗はエジプトのコプト教徒に対してもなされている。2006年にはニュージーランド人とアメリカ人のジャーナリストがガザで拉致され、イスラム教に改宗するように銃で脅される事件が起きた。

## 日本における強制改宗
日本の歴史上で代表的な強制改宗は、戦国時代から江戸時代を経て、明治時代に至るまで行われた。キリシタン大名による領民に対してのキリスト教への強制改宗やキリスト教徒やキリシタンに対する強制改宗である。
当初キリシタンには、信仰を保持したまま日本に残留することは表向きは許されなかったが、生命と信仰とを保持することを望んだキリシタン大名の高山右近や内藤如安などの人々は国外追放を選んだ。また、当初は緩やかな取締りであり、「信仰者のみが信仰するのは構わないが、布教は禁止する」や「公の場での公言は禁止する」という程度であったが、多くのキリシタンが組した大坂の陣、大規模なキリシタン内乱である島原の乱以降はキリシタンへの警戒が最大級に強まったこともあって、江戸幕府は「死か改宗か」という選択の上での強制改宗を行った。結果としてクリストヴァン・フェレイラやジュゼッペ・キアラをはじめ多くのキリスト教徒やキリシタンは棄教し、棄教に応じなかった少数は死刑に処された。とはいえ一部の隠れキリシタンは偽装棄教によって、1874年（明治6年）にキリスト教が解禁されるまで信仰を保持した。
日本での対象はキリスト教だけに限ったことではない。古来よりカルト的な宗教(常世神信仰)や呪術を伴うもの(呪禁道、「彼の法」集団（のち立川流と混同された）、玄旨帰命壇など)、旧来の仏教に対して起こった仏教新宗派(浄土宗、浄土真宗)などが弾圧の対象になってきた。そもそも仏教が日本に伝わった際も、「新しい宗教」である仏教に対しての弾圧があり、仏教浸透後においても例えば日蓮宗のうち不受不施（法華経信者以外から施しをうけず、僧が法華経信者以外に施しをしない）を唱える僧または宗派（不受不施派）は江戸幕府から禁教とされ、強制改宗をさせられた。しかし、信者の中には表向きは他宗派に改宗したが、禁教の中でも法華経信仰を守ったものもいる。また、地域によっては、一向宗（浄土真宗）など既存大手の仏教宗派を禁じたところもある。
- 日本国内の関連項目
  - 隠し念仏
  - 隠れ念仏
  - 隠れキリシタン
  - 不受不施派
  - 宗門改
  - 五榜の掲示
  - 外道
  - 日本国憲法第19条
  - 日本国憲法第20条